# France Quéré
France Jaulmes Quéré (27 d'abril de 1936, Montpeller - 14 d'abril de 1995) fou una teòloga protestant francesa.
Estudià teologia a la Facultat Protestant de Montpeller. És autora d'una vintena de llibres, sobretot sobre els Pares de l'Església. Posteriorment dedicà part del seu treball a les qüestions ètiques i bioètiques i de la condició femenina.

## Obres
- Les femmes de l'Évangile (1982)
- La Femme et les Pères de l'Église (1997)
- L'éthique et la vie (1991)
- Conscience et neurosciences (2001)